# 31-ша танкова дивізія (СРСР)
31-ша танкова Вісленська Червонопрапорна орденів Суворова і Кутузова дивізія (31 ТД, в/ч 54046; 34931; 16695) — з'єднання танкових військ Радянської армії, яке існувало у 1945—1992 роках. Створена 4 липня 1945 року на основі 31-го танкового корпусу у місті Хмельницький, Українська РСР. Дивізія відносилася до боєготових повного штату, тому була укомплектована особовим складом і технікою майже на 100 % (10000 осіб) від штатної чисельності.
Після розпаду СРСР у 1992 році дивізія перейшла до складу Збройних сил Російської Федерації.

## Історія
Після закінчення війни 31-й танковий корпус Червоної армії був переформований на 31-шу танкову дивізію, зі збереженням за нею нагород і почесних найменувань.
З липня 1946 року дивізія дислокувалась у місті Проскурів (нині Хмельницкий) Прикарпатського воєнного округу, де входила у склад 38-й загальновійськової армії округу.
Восени 1956 року 100-й танковий полк дивізії був направлений у Угорщину для посилення Особого корпусу, де брав активну участь в боях у місті Будапешт.
У серпні 1968 року 31-ша танкова дивізія під командуванням генерал-майора А. П. Юркова була введена в Чехословаччину, де лишилася у складі знову сформованої Центральної групи військ, увійшовши до складу 28-го армійського корпусу. Місце дислокації дивізії місто Брунталь.
У 1990 році дивізія одною з перших виведена у Радянський Союз і розміщена на території Московського військового округу (МВО) з дислокацією у містах Нижньогородської області: Нижній Новгород, Дзержинськ, Бор і поселенні Муліно. На момент виводу дивізії вона мала скорочений по штату танковий парк, а 752-й мотострілецький полк мав тільки штаб, у зв'язку з чим на новому місці дислокації з дивізією була об'єднана 47-ма гвардійська танкова дивізія, виведена з ГРВН.

Після розпаду СРСР у 1992 році дивізія перейшла до складу Збройних сил Російської Федерації.